# Wereldkampioenschap voetbal onder 20 - 2007
Het FIFA Wereldkampioenschap voetbal onder 20 - 2007 was de zestiende editie van het FIFA Wereldkampioenschap voetbal onder 20 en werd van 30 juni 2007 tot 22 juli 2007 gehouden in Canada. Het toernooi werd gespeeld in verschillende stadions in Canada. Aan het toernooi doen 24 teams mee. Canada was als gastland geplaatst voor het eindtoernooi.
Het toernooi werd voor de zesde keer gewonnen door Argentinië, dat de finale tegen Tsjechië met 2-1 won.

## Stadions
| Victoria                           | Edmonton Burnaby Ottawa Victoria Montreal Toronto | Toronto                 |
| Royal Athletic Park                | Edmonton Burnaby Ottawa Victoria Montreal Toronto | National Soccer Stadium |
| Capaciteit: 14.500                 | Edmonton Burnaby Ottawa Victoria Montreal Toronto | Capaciteit: 20.195      |
| Add stadium picture when available | Edmonton Burnaby Ottawa Victoria Montreal Toronto |                         |
| Burnaby                            | Edmonton Burnaby Ottawa Victoria Montreal Toronto | Ottawa                  |
| Swangard Stadium                   | Edmonton Burnaby Ottawa Victoria Montreal Toronto | Frank Clair Stadium     |
| Capaciteit: 10.000                 | Edmonton Burnaby Ottawa Victoria Montreal Toronto | Capaciteit: 26.559      |
|                                    | Edmonton Burnaby Ottawa Victoria Montreal Toronto |                         |
| Edmonton                           | Edmonton Burnaby Ottawa Victoria Montreal Toronto | Montreal                |
| Commonwealth Stadium               | Edmonton Burnaby Ottawa Victoria Montreal Toronto | Le Stade Olympique      |
| Capaciteit: 60.081                 | Edmonton Burnaby Ottawa Victoria Montreal Toronto | Capaciteit: 65.255      |
|                                    | Edmonton Burnaby Ottawa Victoria Montreal Toronto |                         |

## Geplaatste landen

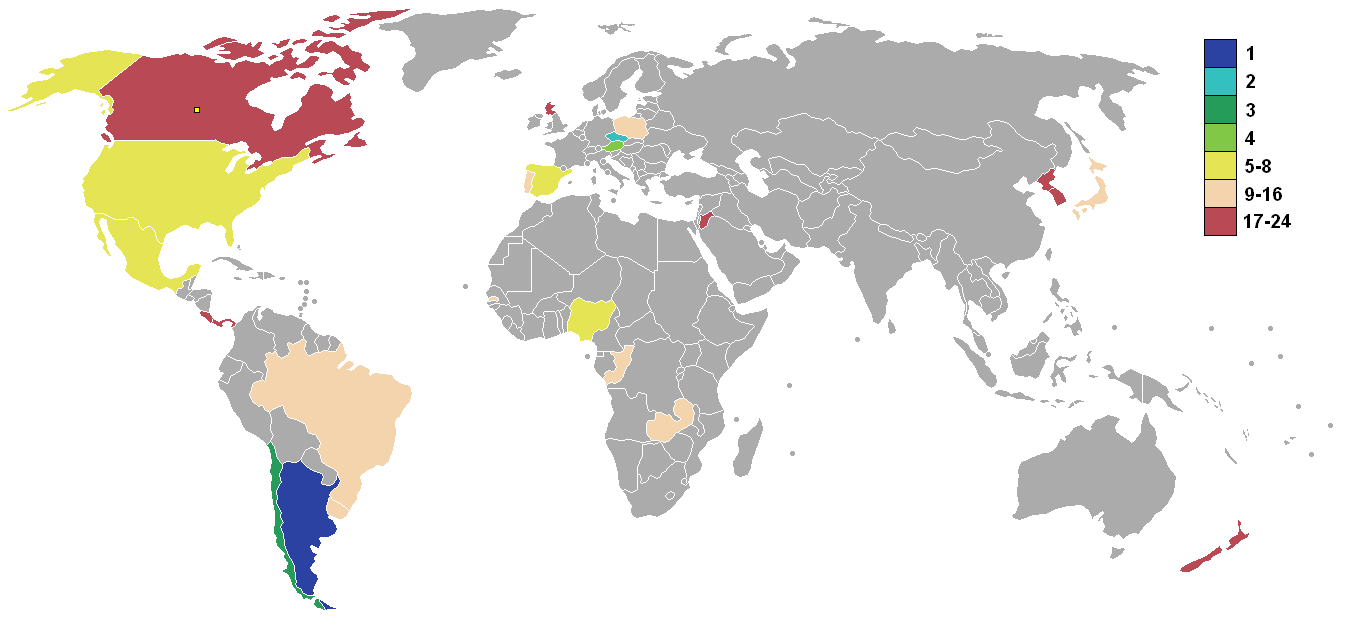
Geplaatste landen en hun resultaat

| Confederatie                                   | Kwalificatietoernooi                                                                            | Gekwalificeerde landen                              |
| ---------------------------------------------- | ----------------------------------------------------------------------------------------------- | --------------------------------------------------- |
| AFC (Azië)                                     | Aziatisch kampioenschap voetbal onder 20 - 2006 India, 29 oktober – 12 november 2006            | Japan Jordanië Noord-Korea Zuid-Korea               |
| CAF (Afrika)                                   | Afrikaans kampioenschap voetbal onder 20 - 2007 Congo-Brazzaville, 20 januari – 3 februari 2007 | Congo-Brazzaville Gambia Nigeria Zambia             |
| CONCACAF (Noord, Centraal-Amerika & Caribbean) | CONCACAF-kampioenschap voetbal onder 21 - 2007 Mexico en Panama, 7 januari – 25 februari 2007   | Costa Rica Mexico Panama Verenigde Staten           |
| CONMEBOL (Zuid-Amerika)                        | Zuid-Amerikaans kampioenschap voetbal onder 20 - 2007 Paraguay, 7–28 januari 2007               | Argentinië Brazilië Chili Uruguay                   |
| OFC (Oceanië)                                  | Oceanisch kampioenschap voetbal onder 20 - 2007 Nieuw-Zeeland, 19–31 januari 2007               | Nieuw-Zeeland                                       |
| UEFA (Europa)                                  | Europees kampioenschap voetbal onder 19 - 2006 Polen, 18–29 juli 2006                           | Oostenrijk Tsjechië Polen Portugal Schotland Spanje |
| Gastland                                       | Gastland                                                                                        | Canada                                              |

## Groepsfase
De beste twee landen uit elke groep gaan door naar de achtste finale, aangevuld met de vier beste nummers 3.

#### Groep A
| Land              | Wed | Win | Gel | Ver | DV | DT | +/− | Pnt |
| ----------------- | --- | --- | --- | --- | -- | -- | --- | --- |
| Chili             | 3   | 2   | 1   | 0   | 6  | 0  | +6  | 7   |
| Oostenrijk        | 3   | 1   | 2   | 0   | 2  | 1  | +1  | 5   |
| Congo-Brazzaville | 3   | 1   | 1   | 1   | 3  | 4  | −1  | 4   |
| Canada            | 3   | 0   | 0   | 3   | 0  | 6  | −6  | 0   |

|                   |        |                                     |       |                                                                                                 |
| 1 juli 2007 19:45 | Canada | 0 – 3                               | Chili | National Soccer Stadium, Toronto Toeschouwers: 19.526 Scheidsrechter: Alberto Undiano ( Spanje) |
| 1 juli 2007 19:45 |        | Medina 25' Carmona 54' Grondona 25' |       | National Soccer Stadium, Toronto Toeschouwers: 19.526 Scheidsrechter: Alberto Undiano ( Spanje) |

|                   |                   |       |            |                                                                                                   |
| 2 juli 2007 17:45 | Congo-Brazzaville | 1 – 1 | Oostenrijk | Commonwealth Stadium, Edmonton Toeschouwers: 19.899 Scheidsrechter: Enrico Wijngaarde ( Suriname) |
| 2 juli 2007 17:45 | Ibara 59'(pen.)   |       | Hoffer 7'  | Commonwealth Stadium, Edmonton Toeschouwers: 19.899 Scheidsrechter: Enrico Wijngaarde ( Suriname) |

|                   |            |       |        |                                                                                                   |
| 5 juli 2007 17:45 | Oostenrijk | 1 – 0 | Canada | Commonwealth Stadium, Edmonton Toeschouwers: 31.579 Scheidsrechter: Hernando Buitrago ( Colombia) |
| 5 juli 2007 17:45 | Okotie 47' |       |        | Commonwealth Stadium, Edmonton Toeschouwers: 31.579 Scheidsrechter: Hernando Buitrago ( Colombia) |

|                   |                                  |       |                   | |
| 5 juli 2007 20:30 | Chili                            | 3 – 0 | Congo-Brazzaville | Commonwealth Stadium, Edmonton Toeschouwers: 31.579 Scheidsrechter: Ravshan Irmatov ( Oezbekistan) |
| 5 juli 2007 20:30 | Sánchez 49' Medina 75' Vidal 82' |       |                   | Commonwealth Stadium, Edmonton Toeschouwers: 31.579 Scheidsrechter: Ravshan Irmatov ( Oezbekistan) |

|                   |        |                         |                   |                                                                                             |
| 8 juli 2007 18:00 | Canada | 0 – 2                   | Congo-Brazzaville | Commonwealth Stadium, Edmonton Toeschouwers: 32.058 Scheidsrechter: Howard Webb ( Engeland) |
| 8 juli 2007 18:00 |        | Ngakosso 26' Ikouma 60' |                   | Commonwealth Stadium, Edmonton Toeschouwers: 32.058 Scheidsrechter: Howard Webb ( Engeland) |

|                   |       |       |            |                                                                                                   |
| 8 juli 2007 20:00 | Chili | 0 – 0 | Oostenrijk | National Soccer Stadium, Toronto Toeschouwers: 19.526 Scheidsrechter: Joel Aguilar ( El Salvador) |
| 8 juli 2007 20:00 |       |       |            | National Soccer Stadium, Toronto Toeschouwers: 19.526 Scheidsrechter: Joel Aguilar ( El Salvador) |

#### Groep B
| Land     | Wed | Win | Gel | Ver | DV | DT | +/− | Pnt |
| -------- | --- | --- | --- | --- | -- | -- | --- | --- |
| Spanje   | 3   | 2   | 1   | 0   | 8  | 5  | +3  | 7   |
| Zambia   | 3   | 1   | 1   | 1   | 4  | 3  | +1  | 4   |
| Uruguay  | 3   | 1   | 1   | 1   | 3  | 4  | −1  | 4   |
| Jordanië | 3   | 0   | 1   | 2   | 3  | 6  | −3  | 1   |

|                   |           |       |                 |                                                                                                 |
| 1 juli 2007 14:15 | Jordanië  | 1 – 1 | Zambia          | Swangard Stadium, Burnaby Toeschouwers: 10.000 Scheidsrechter: Terry Vaughn ( Verenigde Staten) |
| 1 juli 2007 14:15 | Salim 41' |       | Tembo 8' (pen.) | Swangard Stadium, Burnaby Toeschouwers: 10.000 Scheidsrechter: Terry Vaughn ( Verenigde Staten) |

|                   |                              |       |                       |                                                                                            |
| 1 juli 2007 17:00 | Spanje                       | 2 – 2 | Uruguay               | Swangard Stadium, Burnaby Toeschouwers: 10.000 Scheidsrechter: Wolfgang Stark ( Duitsland) |
| 1 juli 2007 17:00 | Adrián López 71' Capel 90+3' |       | Cavani 47' Suárez 56' | Swangard Stadium, Burnaby Toeschouwers: 10.000 Scheidsrechter: Wolfgang Stark ( Duitsland) |

|                   |            |       |          |                                                                                               |
| 4 juli 2007 17:00 | Uruguay    | 1 – 0 | Jordanië | Swangard Stadium, Burnaby Toeschouwers: 10.000 Scheidsrechter: Peter O Leary ( Nieuw-Zeeland) |
| 4 juli 2007 17:00 | Cavani 40' |       |          | Swangard Stadium, Burnaby Toeschouwers: 10.000 Scheidsrechter: Peter O Leary ( Nieuw-Zeeland) |

|                   |            |       |                                  |                                                                                           |
| 4 juli 2007 19:45 | Zambia     | 1 – 2 | Spanje                           | Swangard Stadium, Burnaby Toeschouwers: 10.000 Scheidsrechter: German Arredondo ( Mexico) |
| 4 juli 2007 19:45 | Njobvu 74' |       | Mario Suarez 30' (pen.) Mata 40' | Swangard Stadium, Burnaby Toeschouwers: 10.000 Scheidsrechter: German Arredondo ( Mexico) |

|                   |                                       |       |                         |                                                                                              |
| 7 juli 2007 14:15 | Spanje                                | 4 – 2 | Jordanië                | Swangard Stadium, Burnaby Toeschouwers: 10.000 Scheidsrechter: Hernando Buitrago ( Colombia) |
| 7 juli 2007 14:15 | Adrian Lopez 29', 32', 38' Garcia 79' |       | Al Zadieh 48' Salim 56' | Swangard Stadium, Burnaby Toeschouwers: 10.000 Scheidsrechter: Hernando Buitrago ( Colombia) |

|                   |         |                             |        |                                                                                             |
| 7 juli 2007 14:15 | Uruguay | 0 – 2                       | Zambia | Royal Athletic Park, Victoria Toeschouwers: 11.500 Scheidsrechter: Martin Hansson ( Zweden) |
| 7 juli 2007 14:15 |         | Mulenga 22' (pen.) Kola 51' |        | Royal Athletic Park, Victoria Toeschouwers: 11.500 Scheidsrechter: Martin Hansson ( Zweden) |

#### Groep C
| Land          | Wed | Win | Gel | Ver | DV | DT | +/− | Pnt |
| ------------- | --- | --- | --- | --- | -- | -- | --- | --- |
| Mexico        | 3   | 3   | 0   | 0   | 7  | 2  | +5  | 9   |
| Gambia        | 3   | 2   | 0   | 1   | 3  | 4  | −1  | 6   |
| Portugal      | 3   | 1   | 0   | 2   | 4  | 4  | 0   | 3   |
| Nieuw-Zeeland | 3   | 0   | 0   | 3   | 1  | 5  | −4  | 0   |

|                   |                            |       |               | |
| 2 juli 2007 14:15 | Portugal                   | 2 – 0 | Nieuw-Zeeland | National Soccer Stadium, Toronto Toeschouwers: 19.526 Scheidsrechter: Hernando Buitrago ( Colombia) |
| 2 juli 2007 14:15 | Bruno Gama 45', 65' (pen.) |       |               | National Soccer Stadium, Toronto Toeschouwers: 19.526 Scheidsrechter: Hernando Buitrago ( Colombia) |

|                   |        |                                         |        | |
| 2 juli 2007 17:00 | Gambia | 0 – 3                                   | Mexico | National Soccer Stadium, Toronto Toeschouwers: 19.526 Scheidsrechter: Ravshan Irmatov ( Oezbekistan) |
| 2 juli 2007 17:00 |        | Dos Santos 57' Moreno 67' Hernández 89' |        | National Soccer Stadium, Toronto Toeschouwers: 19.526 Scheidsrechter: Ravshan Irmatov ( Oezbekistan) |

|                   |               |            |        |                                                                                                   |
| 5 juli 2007 17:00 | Nieuw-Zeeland | 0 – 1      | Gambia | National Soccer Stadium, Toronto Toeschouwers: 19.526 Scheidsrechter: Joel Aguilar ( El Salvador) |
| 5 juli 2007 17:00 |               | Jallow 22' |        | National Soccer Stadium, Toronto Toeschouwers: 19.526 Scheidsrechter: Joel Aguilar ( El Salvador) |

|                   |                                   |       |             |                                                                                               |
| 5 juli 2007 19:45 | Mexico                            | 2 – 1 | Portugal    | National Soccer Stadium, Toronto Toeschouwers: 19.526 Scheidsrechter: Howard Webb ( Engeland) |
| 5 juli 2007 19:45 | Dos Santos 48' (pen.) Barrera 66' |       | Antunes 89' | National Soccer Stadium, Toronto Toeschouwers: 19.526 Scheidsrechter: Howard Webb ( Engeland) |

|                   |                        |       |                                | |
| 8 juli 2007 17:15 | Portugal               | 1 – 2 | Gambia                         | Olympic Stadium, Montreal (Canada) Toeschouwers: 28.402 Scheidsrechter: Wolfgang Stark ( Duitsland) |
| 8 juli 2007 17:15 | Feliciano Condesso 20' |       | Jallow 44' (pen.) Mansally 68' | Olympic Stadium, Montreal (Canada) Toeschouwers: 28.402 Scheidsrechter: Wolfgang Stark ( Duitsland) |

|                   |               |       |                        |                                                                                                 |
| 8 juli 2007 15:15 | Nieuw-Zeeland | 1 – 2 | Mexico                 | Commonwealth Stadium, Edmonton Toeschouwers: 29.792 Scheidsrechter: Mohamed Benouza ( Algerije) |
| 8 juli 2007 15:15 | Pelter 89'    |       | Bermudez 24' Marez 78' | Commonwealth Stadium, Edmonton Toeschouwers: 29.792 Scheidsrechter: Mohamed Benouza ( Algerije) |

#### Groep D
| Land             | Wed | Win | Gel | Ver | DV | DT | +/− | Pnt |
| ---------------- | --- | --- | --- | --- | -- | -- | --- | --- |
| Verenigde Staten | 3   | 2   | 1   | 0   | 9  | 3  | +6  | 7   |
| Polen            | 3   | 1   | 1   | 0   | 3  | 3  | 0   | 3   |
| Brazilië         | 3   | 1   | 0   | 2   | 4  | 5  | −1  | 3   |
| Zuid-Korea       | 3   | 0   | 2   | 1   | 4  | 5  | −1  | 2   |

|                    |                |       |          |                                                                                                 |
| 30 juni 2007 14:15 | Polen          | 1 – 0 | Brazilië | Olympic Stadium, Montreal (Canada) Toeschouwers: 55.800 Scheidsrechter: Howard Webb ( Engeland) |
| 30 juni 2007 14:15 | Krychowiak 23' |       |          | Olympic Stadium, Montreal (Canada) Toeschouwers: 55.800 Scheidsrechter: Howard Webb ( Engeland) |

|                    |            |       |                  | |
| 30 juni 2007 17:00 | Zuid-Korea | 1 – 1 | Verenigde Staten | Olympic Stadium, Montreal (Canada) Toeschouwers: 55.800 Scheidsrechter: Joel Aguilar ( El Salvador) |
| 30 juni 2007 17:00 | Shin 38'   |       | Szetela 16'      | Olympic Stadium, Montreal (Canada) Toeschouwers: 55.800 Scheidsrechter: Joel Aguilar ( El Salvador) |

|                   |                                                 |       |            |                                                                                                  |
| 3 juli 2007 17:00 | Verenigde Staten                                | 6 – 1 | Polen      | Olympic Stadium, Montreal (Canada) Toeschouwers: 35.801 Scheidsrechter: Martin Hansson ( Zweden) |
| 3 juli 2007 17:00 | Szetela 9', 51' Adu 20, 45+3', 85' Altidore 70' |       | Janczyk 5' | Olympic Stadium, Montreal (Canada) Toeschouwers: 35.801 Scheidsrechter: Martin Hansson ( Zweden) |

|                   |                                    |       |                   | |
| 3 juli 2007 19:45 | Brazilië                           | 3 – 2 | Zuid-Korea        | Olympic Stadium, Montreal (Canada) Toeschouwers: 35.801 Scheidsrechter: Viktor Kassai ( Hongarije) |
| 3 juli 2007 19:45 | Amaral 35' Alexandre Pato 48', 59' |       | Shim 83' Shin 89' | Olympic Stadium, Montreal (Canada) Toeschouwers: 35.801 Scheidsrechter: Viktor Kassai ( Hongarije) |

|                   |                  |       |                   |                                                                                            |
| 6 juli 2007 19:45 | Brazilië         | 1 – 2 | Verenigde Staten  | Frank Clair Stadium, Ottawa Toeschouwers: 26.559 Scheidsrechter: Alberto Undiano ( Spanje) |
| 6 juli 2007 19:45 | Leandro Lima 64' |       | Altidore 25', 81' | Frank Clair Stadium, Ottawa Toeschouwers: 26.559 Scheidsrechter: Alberto Undiano ( Spanje) |

|                   |             |       |            | |
| 6 juli 2007 19:45 | Polen       | 1 – 1 | Zuid-Korea | Olympic Stadium, Montreal (Canada) Toeschouwers: 34.912 Scheidsrechter: Enrico Wijngaarde ( Suriname) |
| 6 juli 2007 19:45 | Janczyk 45' |       | Lee 71'    | Olympic Stadium, Montreal (Canada) Toeschouwers: 34.912 Scheidsrechter: Enrico Wijngaarde ( Suriname) |

#### Groep E
| Land        | Wed | Win | Gel | Ver | DV | DT | +/− | Pnt |
| ----------- | --- | --- | --- | --- | -- | -- | --- | --- |
| Argentinië  | 3   | 2   | 1   | 0   | 7  | 0  | +7  | 7   |
| Tsjechië    | 3   | 1   | 2   | 0   | 4  | 3  | +1  | 5   |
| Noord-Korea | 3   | 0   | 2   | 1   | 2  | 3  | −1  | 2   |
| Panama      | 3   | 0   | 1   | 2   | 1  | 9  | −7  | 1   |

|                    |             |       |        |                                                                                              |
| 30 juni 2007 16:30 | Noord-Korea | 0 – 0 | Panama | Frank Clair Stadium, Ottawa Toeschouwers: 26.559 Scheidsrechter: Mohamed Benouza ( Algerije) |
| 30 juni 2007 16:30 |             |       |        | Frank Clair Stadium, Ottawa Toeschouwers: 26.559 Scheidsrechter: Mohamed Benouza ( Algerije) |

|                    |            |       |          |                                                                                           |
| 30 juni 2007 19:15 | Argentinië | 0 – 0 | Tsjechië | Frank Clair Stadium, Ottawa Toeschouwers: 26.559 Scheidsrechter: Martin Hansson ( Zweden) |
| 30 juni 2007 19:15 |            |       |          | Frank Clair Stadium, Ottawa Toeschouwers: 26.559 Scheidsrechter: Martin Hansson ( Zweden) |

|                   |                       |       |                 |                                                                                            |
| 3 juli 2007 17:00 | Tsjechië              | 2 – 2 | Noord-Korea     | Frank Clair Stadium, Ottawa Toeschouwers: 22.200 Scheidsrechter: Alberto Undiano ( Spanje) |
| 3 juli 2007 17:00 | Kalouda 56' Fenin 66' |       | Kim 12' Jon 89' | Frank Clair Stadium, Ottawa Toeschouwers: 22.200 Scheidsrechter: Alberto Undiano ( Spanje) |

|                   |        |                                                          |            | |
| 3 juli 2007 19:45 | Panama | 0 – 6                                                    | Argentinië | Frank Clair Stadium, Ottawa Toeschouwers: 23.500 Scheidsrechter: Subkhiddin Mohd Salleh ( Maleisië) |
| 3 juli 2007 19:45 |        | Moralez 20', 27' Zárate 23' Agüero 25', 62' Di María 76' |            | Frank Clair Stadium, Ottawa Toeschouwers: 23.500 Scheidsrechter: Subkhiddin Mohd Salleh ( Maleisië) |

|                   |                          |       |              |                                                                                         |
| 6 juli 2007 17:00 | Tsjechië                 | 2 – 1 | Panama       | Olympic Stadium, Montreal Toeschouwers: 34.912 Scheidsrechter: Steven Depiero ( Canada) |
| 6 juli 2007 17:00 | Kalouda 79' Strestik 82' |       | Barahona 84' | Olympic Stadium, Montreal Toeschouwers: 34.912 Scheidsrechter: Steven Depiero ( Canada) |

|                   |            |       |             |                                                                                             |
| 6 juli 2007 17:00 | Argentinië | 1 – 0 | Noord-Korea | Frank Clair Stadium, Ottawa Toeschouwers: 26.559 Scheidsrechter: Viktor Kassai ( Hongarije) |
| 6 juli 2007 17:00 | Agüero 35' |       |             | Frank Clair Stadium, Ottawa Toeschouwers: 26.559 Scheidsrechter: Viktor Kassai ( Hongarije) |

#### Groep F
| Land       | Wed | Win | Gel | Ver | DV | DT | +/− | Pnt |
| ---------- | --- | --- | --- | --- | -- | -- | --- | --- |
| Japan      | 3   | 2   | 1   | 0   | 4  | 1  | +3  | 7   |
| Nigeria    | 3   | 2   | 1   | 0   | 3  | 0  | +3  | 7   |
| Costa Rica | 3   | 1   | 0   | 2   | 2  | 3  | −1  | 3   |
| Schotland  | 3   | 0   | 0   | 3   | 2  | 7  | −5  | 0   |

|                   |                                      |       |              |                                                                                               |
| 1 juli 2007 14:15 | Japan                                | 3 – 1 | Schotland    | Royal Athletic Park, Victoria Toeschouwers: 11.500 Scheidsrechter: German Arredondo ( Mexico) |
| 1 juli 2007 14:15 | Morishima 43' Umesaki 57' Aoyama 79' |       | Campbell 82' | Royal Athletic Park, Victoria Toeschouwers: 11.500 Scheidsrechter: German Arredondo ( Mexico) |

|                   |           |       |            |                                                                                                   |
| 1 juli 2007 17:00 | Nigeria   | 1 – 0 | Costa Rica | Royal Athletic Park, Victoria Toeschouwers: 11.500 Scheidsrechter: Peter O Leary ( Nieuw-Zeeland) |
| 1 juli 2007 17:00 | Ideye 75' |       |            | Royal Athletic Park, Victoria Toeschouwers: 11.500 Scheidsrechter: Peter O Leary ( Nieuw-Zeeland) |

|                   |            |            |       |                                                                                                |
| 4 juli 2007 17:00 | Costa Rica | 0 – 1      | Japan | Royal Athletic Park, Victoria Toeschouwers: 10.500 Scheidsrechter: Wolfgang Stark ( Duitsland) |
| 4 juli 2007 17:00 |            | Tanaka 67' |       | Royal Athletic Park, Victoria Toeschouwers: 10.500 Scheidsrechter: Wolfgang Stark ( Duitsland) |

|                   |           |               |         | |
| 4 juli 2007 19:45 | Schotland | 0 – 2         | Nigeria | Royal Athletic Park, Victoria Toeschouwers: 10.500 Scheidsrechter: Terry Vaughn ( Verenigde Staten) |
| 4 juli 2007 19:45 |           | Bala 49', 78' |         | Royal Athletic Park, Victoria Toeschouwers: 10.500 Scheidsrechter: Terry Vaughn ( Verenigde Staten) |

|                   |       |       |         |                                                                                               |
| 7 juli 2007 17:00 | Japan | 0 – 0 | Nigeria | Royal Athletic Park, Victoria Toeschouwers: 11.500 Scheidsrechter: German Arredondo ( Mexico) |
| 7 juli 2007 17:00 |       |       |         | Royal Athletic Park, Victoria Toeschouwers: 11.500 Scheidsrechter: German Arredondo ( Mexico) |

|                   |              |       |                            |                                                                                                   |
| 7 juli 2007 17:00 | Schotland    | 1 – 2 | Costa Rica                 | Swangard Stadium, Burnaby Toeschouwers: 10.000 Scheidsrechter: Subkhiddin Mohd Salleh ( Maleisië) |
| 7 juli 2007 17:00 | Reynolds 18' |       | Herrera 57' McDonald 90+2' | Swangard Stadium, Burnaby Toeschouwers: 10.000 Scheidsrechter: Subkhiddin Mohd Salleh ( Maleisië) |

#### Derde plaatsen
| Groep | Land              | Wed | Win | Gel | Ver | DV | DT | +/− | Pnt |
| ----- | ----------------- | --- | --- | --- | --- | -- | -- | --- | --- |
| A     | Congo-Brazzaville | 3   | 1   | 1   | 1   | 3  | 4  | −1  | 4   |
| B     | Uruguay           | 3   | 1   | 1   | 1   | 3  | 4  | −1  | 4   |
| C     | Portugal          | 3   | 1   | 0   | 2   | 4  | 4  | 0   | 3   |
| D     | Brazilië          | 3   | 1   | 0   | 2   | 4  | 5  | −1  | 3   |
| F     | Costa Rica        | 3   | 1   | 0   | 2   | 2  | 3  | −1  | 3   |
| E     | Noord-Korea       | 3   | 0   | 2   | 1   | 2  | 3  | −1  | 2   |

## Knock-outfase
|  | Achtste finale    | Achtste finale   |            |       | Kwartfinale  | Kwartfinale  |  |  | Halve finale | Halve finale |  |  | Finale | Finale |
|  |                   |                  |            |       |              |              |  |  |              |              |  |  |        |        |
|  |                   |                  |            |       |              |              |  |  |              |              |  |  |        |        |
|  |                   |                  |            |       |              |              |  |  |              |              |  |  |        |        |
|  | Oostenrijk        | 2                |            |       |              |              |  |  |              |              |  |  |        |        |
|  | Oostenrijk        | 2                |            |       |              |              |  |  |              |              |  |  |        |        |
|  | Gambia            | 1                |            |       |              |              |  |  |              |              |  |  |        |        |
|  | Gambia            | 1                | Oostenrijk | 2     |              |              |  |  |              |              |  |  |        |        |
|  |                   |                  | Oostenrijk | 2     |              |              |  |  |              |              |  |  |        |        |
|  |                   | Verenigde Staten | 1          |       |              |              |  |  |              |              |  |  |        |        |
|  | Verenigde Staten  | Verenigde Staten | 1          | 2     |              |              |  |  |              |              |  |  |        |        |
|  | Verenigde Staten  |                  |            | 2     |              |              |  |  |              |              |  |  |        |        |
|  | Uruguay           | 1                |            |       |              |              |  |  |              |              |  |  |        |        |
|  | Uruguay           | 1                | Oostenrijk | 0     |              |              |  |  |              |              |  |  |        |        |
|  |                   |                  | Oostenrijk | 0     |              |              |  |  |              |              |  |  |        |        |
|  |                   | Tsjechië         | 2          |       |              |              |  |  |              |              |  |  |        |        |
|  | Spanje            | Tsjechië         | 2          | 4     |              |              |  |  |              |              |  |  |        |        |
|  | Spanje            |                  |            | 4     |              |              |  |  |              |              |  |  |        |        |
|  | Brazilië          | 2                |            |       |              |              |  |  |              |              |  |  |        |        |
|  | Brazilië          | 2                | Spanje     | 1 (3) |              |              |  |  |              |              |  |  |        |        |
|  |                   |                  | Spanje     | 1 (3) |              |              |  |  |              |              |  |  |        |        |
|  |                   | Tsjechië         | 1 (4)      |       |              |              |  |  |              |              |  |  |        |        |
|  | Japan             | Tsjechië         | 1 (4)      | 2 (3) |              |              |  |  |              |              |  |  |        |        |
|  | Japan             |                  |            | 2 (3) |              |              |  |  |              |              |  |  |        |        |
|  | Tsjechië          | 2 (4)            |            |       |              |              |  |  |              |              |  |  |        |        |
|  | Tsjechië          | 2 (4)            | Tsjechië   | 1     |              |              |  |  |              |              |  |  |        |        |
|  |                   |                  | Tsjechië   | 1     |              |              |  |  |              |              |  |  |        |        |
|  |                   | Argentinië       | 2          |       |              |              |  |  |              |              |  |  |        |        |
|  | Chili             | Argentinië       | 2          | 1     |              |              |  |  |              |              |  |  |        |        |
|  | Chili             |                  |            | 1     |              |              |  |  |              |              |  |  |        |        |
|  | Portugal          | 0                |            |       |              |              |  |  |              |              |  |  |        |        |
|  | Portugal          | 0                | Chili      | 4     |              |              |  |  |              |              |  |  |        |        |
|  |                   |                  | Chili      | 4     |              |              |  |  |              |              |  |  |        |        |
|  |                   | Nigeria          | 0          |       |              |              |  |  |              |              |  |  |        |        |
|  | Zambia            | Nigeria          | 0          | 1     |              |              |  |  |              |              |  |  |        |        |
|  | Zambia            |                  |            | 1     |              |              |  |  |              |              |  |  |        |        |
|  | Nigeria           | 2                |            |       |              |              |  |  |              |              |  |  |        |        |
|  | Nigeria           | 2                | Chili      | 0     |              |              |  |  |              |              |  |  |        |        |
|  |                   |                  | Chili      | 0     |              |              |  |  |              |              |  |  |        |        |
|  |                   | Argentinië       | 3          |       | Derde plaats | Derde plaats |  |  |              |              |  |  |        |        |
|  | Argentinië        | Argentinië       | 3          | 3     | Derde plaats | Derde plaats |  |  |              |              |  |  |        |        |
|  | Argentinië        |                  |            | 3     |              |              |  |  |              |              |  |  |        |        |
|  | Polen             | 1                |            |       |              |              |  |  |              |              |  |  |        |        |
|  | Polen             | 1                | Argentinië | 1     | Oostenrijk   | 0            |  |  |              |              |  |  |        |        |
|  |                   |                  | Argentinië | 1     | Oostenrijk   | 0            |  |  |              |              |  |  |        |        |
|  |                   | Mexico           | 0          |       | Chili        | 1            |  |  |              |              |  |  |        |        |
|  | Mexico            | Mexico           | 0          | 3     | Chili        | 1            |  |  |              |              |  |  |        |        |
|  | Mexico            |                  |            | 3     |              |              |  |  |              |              |  |  |        |        |
|  | Congo-Brazzaville | 0                |            |       |              |              |  |  |              |              |  |  |        |        |
|  | Congo-Brazzaville | 0                |            |       |              |              |  |  |              |              |  |  |        |        |

#### Achtste finale
|                    |                        |       |           |                                                                                                 |
| 11 juli 2007 17:45 | Oostenrijk             | 2 – 1 | Gambia    | Commonwealth Stadium, Edmonton Toeschouwers: 18.721 Scheidsrechter: Mohamed Benouza ( Algerije) |
| 11 juli 2007 17:45 | Prödl 45+1' Hoffer 81' |       | Gomez 69' | Commonwealth Stadium, Edmonton Toeschouwers: 18.721 Scheidsrechter: Mohamed Benouza ( Algerije) |

|                    |                                   |              |            | |
| 11 juli 2007 19:45 | Verenigde Staten                  | 2 – 1 (n.v.) | Uruguay    | National Soccer Stadium, Toronto Toeschouwers: 19.526 Scheidsrechter: Ravshan Irmatov ( Oezbekistan) |
| 11 juli 2007 19:45 | Cardaccio 87' (e.d.) Bradley 107' |              | Suárez 73' | National Soccer Stadium, Toronto Toeschouwers: 19.526 Scheidsrechter: Ravshan Irmatov ( Oezbekistan) |

|                    |                                                          |              |                                     |                                                                                         |
| 11 juli 2007 20:15 | Spanje                                                   | 4 – 2 (n.v.) | Brazilië                            | Swangard Stadium, Burnaby Toeschouwers: 10.000 Scheidsrechter: Martin Hansson ( Zweden) |
| 11 juli 2007 20:15 | Piqué 43' Javi García 84' Bueno 102' Adrián López 120+1' |              | Leandro Lima 39' Alexandre Pato 41' | Swangard Stadium, Burnaby Toeschouwers: 10.000 Scheidsrechter: Martin Hansson ( Zweden) |

|                    |                                 |              |                                    |                                                                                                  |
| 11 juli 2007 20:15 | Japan                           | 2 – 2 (n.v.) | Tsjechië                           | Royal Athletic Park, Victoria Toeschouwers: 11.500 Scheidsrechter: Hernando Buitrago ( Colombia) |
| 11 juli 2007 20:15 | Makino 22' Morishima 47' (pen.) |              | Kudela 74' (pen.) Mareš 77' (pen.) | Royal Athletic Park, Victoria Toeschouwers: 11.500 Scheidsrechter: Hernando Buitrago ( Colombia) |

|                                        |       | strafschoppen                       |  |
| Yasuda Aoki Makino Morishima Kashiwagi | 3 – 4 | Fenin Kúdela Suchý Pekhart Okleštěk |  |

|                    |           |       |          | |
| 12 juli 2007 17:15 | Chili     | 1 – 0 | Portugal | Commonwealth Stadium, Edmonton Toeschouwers: 24.687 Scheidsrechter: Subkhiddin Mohd Salleh ( Maleisië) |
| 12 juli 2007 17:15 | Vidal 45' |       |          | Commonwealth Stadium, Edmonton Toeschouwers: 24.687 Scheidsrechter: Subkhiddin Mohd Salleh ( Maleisië) |

|                    |          |       |                           |                                                                                              |
| 12 juli 2007 16:45 | Zambia   | 1 – 2 | Nigeria                   | Frank Clair Stadium, Ottawa Toeschouwers: 22.531 Scheidsrechter: Wolfgang Stark ( Duitsland) |
| 12 juli 2007 16:45 | Kola 33' |       | Echiejile 3' Akabueze 57' | Frank Clair Stadium, Ottawa Toeschouwers: 22.531 Scheidsrechter: Wolfgang Stark ( Duitsland) |

|                    |                              |       |             |                                                                                                   |
| 12 juli 2007 16:45 | Argentinië                   | 3 – 1 | Polen       | National Soccer Stadium, Toronto Toeschouwers: 19.526 Scheidsrechter: Joel Aguilar ( El Salvador) |
| 12 juli 2007 16:45 | Di María 40' Agüero 46', 86' |       | Janczyk 33' | National Soccer Stadium, Toronto Toeschouwers: 19.526 Scheidsrechter: Joel Aguilar ( El Salvador) |

|                    |                                                 |       |                   |                                                                                           |
| 12 juli 2007 19:45 | Mexico                                          | 3 – 0 | Congo-Brazzaville | Olympic Stadium, Montreal Toeschouwers: 40.204 Scheidsrechter: Viktor Kassai ( Hongarije) |
| 12 juli 2007 19:45 | Dos Santos 23' (pen.) Esparza 85' Barrera 90+4' |       |                   | Olympic Stadium, Montreal Toeschouwers: 40.204 Scheidsrechter: Viktor Kassai ( Hongarije) |

#### Kwartfinale
|                    |                        |       |                  |                                                                                                |
| 14 juli 2007 14:15 | Oostenrijk             | 2 – 1 | Verenigde Staten | National Soccer Stadium, Toronto Toeschouwers: 19.526 Scheidsrechter: Martin Hansson ( Zweden) |
| 14 juli 2007 14:15 | Okotie 43' Hoffer 105' |       | Altidore 15'     | National Soccer Stadium, Toronto Toeschouwers: 19.526 Scheidsrechter: Martin Hansson ( Zweden) |

|                    |           |              |              | |
| 14 juli 2007 17:45 | Spanje    | 1 – 1 (n.v.) | Tsjechië     | Commonwealth Stadium, Edmonton Toeschouwers: 26.801 Scheidsrechter: Ravshan Irmatov ( Oezbekistan) |
| 14 juli 2007 17:45 | Mata 110' |              | Kalouda 103' | Commonwealth Stadium, Edmonton Toeschouwers: 26.801 Scheidsrechter: Ravshan Irmatov ( Oezbekistan) |

|                                          |       | strafschoppen              |  |
| Mata González Valiente Javi García Piqué | 3 – 4 | Fenin Suchý Kúdela Pekhart |  |

|                    |                                                       |              |         |                                                                                        |
| 15 juli 2007 14:15 | Chili                                                 | 4 – 0 (n.v.) | Nigeria | Olympic Stadium, Montreal Toeschouwers: 46.252 Scheidsrechter: Howard Webb ( Engeland) |
| 15 juli 2007 14:15 | Grondona 96' Isla 114' (pen.), 118' Vidangossy 120+1' |              |         | Olympic Stadium, Montreal Toeschouwers: 46.252 Scheidsrechter: Howard Webb ( Engeland) |

|                    |             |       |        |                                                                                            |
| 15 juli 2007 19:45 | Argentinië  | 1 – 0 | Mexico | Frank Clair Stadium, Ottawa Toeschouwers: 26.559 Scheidsrechter: Alberto Undiano ( Spanje) |
| 15 juli 2007 19:45 | Moralez 45' |       |        | Frank Clair Stadium, Ottawa Toeschouwers: 26.559 Scheidsrechter: Alberto Undiano ( Spanje) |

#### Halve finale
|                    |            |                     |          |                                                                                             |
| 18 juli 2007 17:45 | Oostenrijk | 0 – 2               | Tsjechië | Commonwealth Stadium, Edmonton Toeschouwers: 28.401 Scheidsrechter: Howard Webb ( Engeland) |
| 18 juli 2007 17:45 |            | Mičola 4' Fenin 15' |          | Commonwealth Stadium, Edmonton Toeschouwers: 28.401 Scheidsrechter: Howard Webb ( Engeland) |

|                    |       |                                      |            |                                                                                                   |
| 19 juli 2007 19:45 | Chili | 0 – 3                                | Argentinië | National Soccer Stadium, Toronto Toeschouwers: 19.526 Scheidsrechter: Wolfgang Stark ( Duitsland) |
| 19 juli 2007 19:45 |       | Di María 12' Yacob 65' Moralez 90+3' |            | National Soccer Stadium, Toronto Toeschouwers: 19.526 Scheidsrechter: Wolfgang Stark ( Duitsland) |

#### Troostfinale
|                    |            |                |       |                                                                                                |
| 22 juli 2007 12:15 | Oostenrijk | 0 – 1          | Chili | National Soccer Stadium, Toronto Toeschouwers: 19.526 Scheidsrechter: Martin Hansson ( Zweden) |
| 22 juli 2007 12:15 |            | Martínez 45+1' |       | National Soccer Stadium, Toronto Toeschouwers: 19.526 Scheidsrechter: Martin Hansson ( Zweden) |

#### Finale
|                        |           |         |                       | |
| 22 juli 2007 19:15 UTC | Tsjechië  | 1 – 2   | Argentinië            | National Soccer Stadium, Toronto Toeschouwers: 19.526 Scheidsrechter: Alberto Undiano Mallenco (Spanje) |
| 22 juli 2007 19:15 UTC | Fenin 60' | Verslag | 62' Agüero 86' Zárate | National Soccer Stadium, Toronto Toeschouwers: 19.526 Scheidsrechter: Alberto Undiano Mallenco (Spanje) |

| Tsjechië | Argentinië |

| Tsjechië:       |    |                |     |
|                 |    |                |     |
| GK              | 1  | Radek Petr     |     |
| RB              | 6  | Ondřej Kúdela  | 14' |
| CB              | 4  | Ondřej Mazuch  | 81' |
| CB              | 5  | Jan Šimůnek    | 35' |
| LB              | 3  | Lukáš Kubáň    | 1'  |
| RW              | 10 | Jakub Mareš    | 76' |
| CM              | 17 | Marek Suchý    |     |
| CM              | 19 | Luboš Kalouda  |     |
| LW              | 13 | Tomáš Mičola   | 73' |
| CF              | 9  | Martin Fenin   | 87' |
| CF              | 15 | Marek Střeštík | 83' |
| Wisselspelers:  |    |                |     |
| MF              | 14 | Marcel Gecov   | 76' |
| FW              | 18 | Tomáš Pekhart  | 83' |
| Coach:          |    |                |     |
| Miroslav Soukup |    |                |     |

| Argentinië:    |    |                     |       |
|                |    |                     |       |
| GK             | 1  | Sergio Romero       |       |
| RB             | 14 | Leonardo Sigali     |       |
| CB             | 2  | Federico Fazio      |       |
| CB             | 4  | Gabriel Mercado     | 33'   |
| LB             | 3  | Emiliano Insúa      |       |
| RM             | 17 | Maximiliano Moralez | 90+3' |
| CM             | 8  | Matías Sánchez      | 25'   |
| CM             | 5  | Éver Banega         | 90+2' |
| LM             | 19 | Pablo Piatti        | 80'   |
| CF             | 9  | Mauro Zárate        | 40'   |
| CF             | 10 | Sergio Agüero       |       |
| Wisselspelers: |    |                     |       |
| DF             | 20 | Lautaro Acosta      | 80'   |
| MF             | 15 | Alejandro Cabral    | 90+3' |
| Coach:         |    |                     |       |
| Hugo Tocalli   |    |                     |       |

| 2007 FIFA U20 Wereldkampioenschap |
| --------------------------------- |
| Argentinië 6e titel               |

## Prijzen
| beste speler van het toernooi |
| ----------------------------- |
| Sergio Agüero Argentinië      |

| Gouden Bal               | Zilveren bal                   | bronzen bal               |
| ------------------------ | ------------------------------ | ------------------------- |
| Sergio Agüero Argentinië | Maximiliano Moralez Argentinië | Giovani Dos Santos Mexico |

| Gouden Schoen                                  | Zilveren schoen               | Bronzen schoen                                      |
| ---------------------------------------------- | ----------------------------- | --------------------------------------------------- |
| Sergio Agüero Argentinië (6 goals , 6 assists) | Adrián López Spanje (5 goals) | Maximiliano Moralez Argentinië (4 goals, 3 assists) |

| Fair play Award |
| --------------- |
| Japan           |

## Topscorers
| Speler              | Land             | Doelpunten |
| ------------------- | ---------------- | ---------- |
| Sergio Agüero       | Argentinië       | 6          |
| Adrián López        | Spanje           | 5          |
| Maximiliano Moralez | Argentinië       | 4          |
| Jozy Altidore       | Verenigde Staten | 4          |
| Ángel Di María      | Argentinië       | 3          |
| Erwin Hoffer        | Oostenrijk       | 3          |
| Alexandre Pato      | Brazilië         | 3          |
| Luboš Kalouda       | Tsjechië         | 3          |
| Giovani dos Santos  | Mexico           | 3          |
| Dawid Janczyk       | Polen            | 3          |
| Freddy Adu          | Verenigde Staten | 3          |
| Danny Szetela       | Verenigde Staten | 3          |

(spelers met meer dan 3 goals)